# Dictynidae
Famille
Les Dictynidae sont une famille d'araignées aranéomorphes.

## Distribution

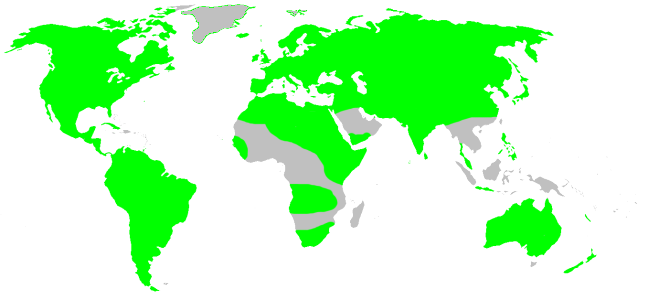
Distribution

Les espèces de cette famille se rencontrent sur tous les continents sauf aux pôles.

## Description

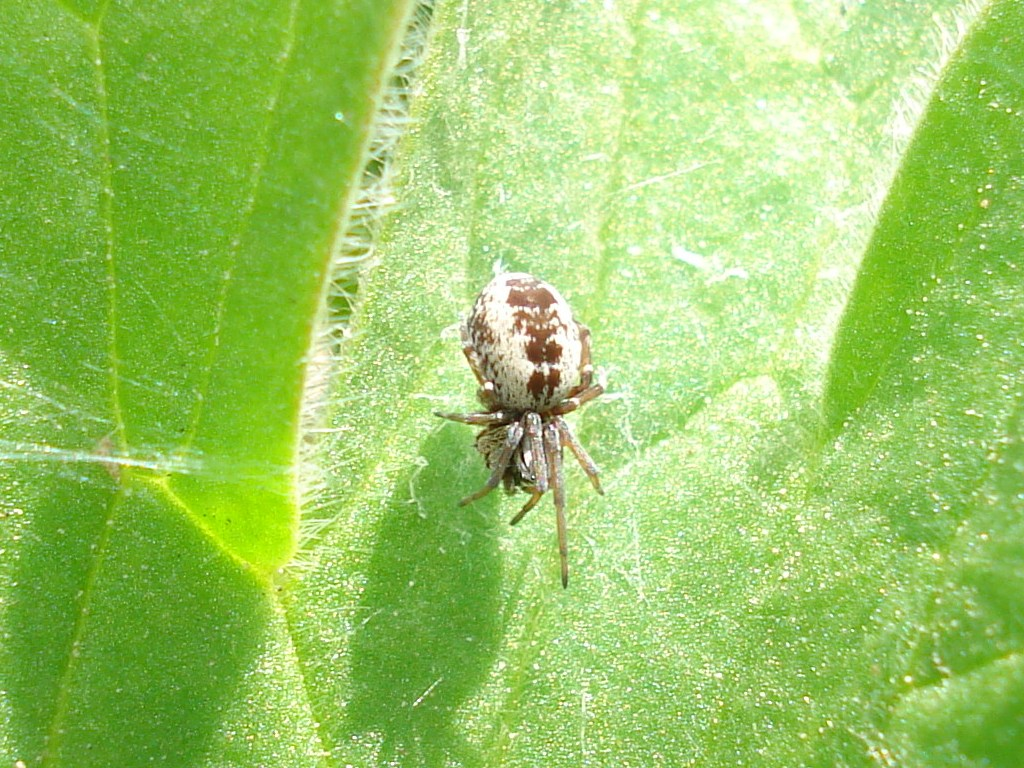
Brigittea civica

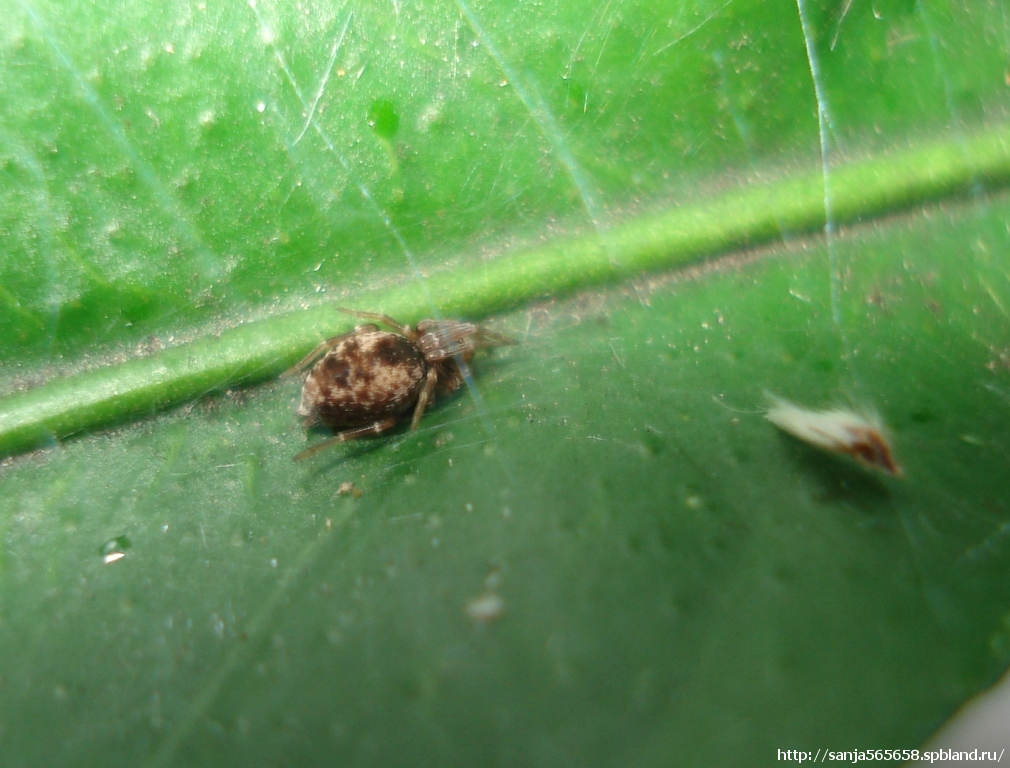
Dictyna uncinata

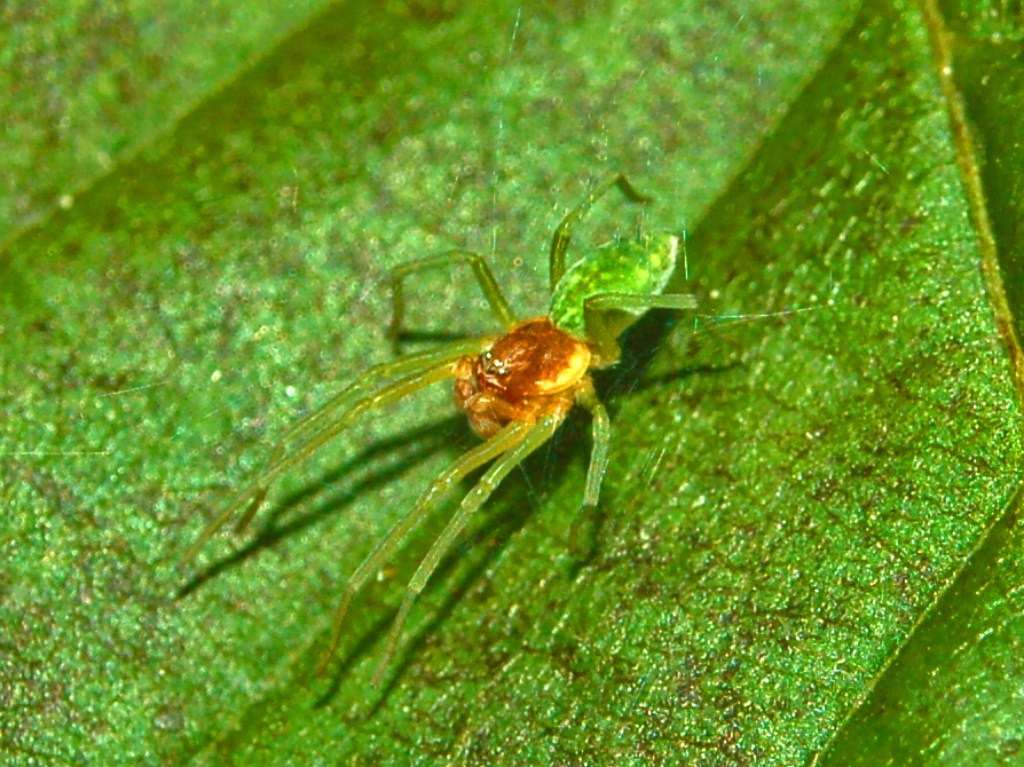
Nigma walckenaeri

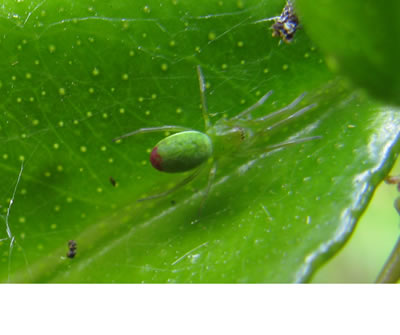
Paradictyna rufoflava

Ce sont des araignées très petites, ne dépassant pas 5 mm, au corps compact et très pileux. Ces espèces tissent des toiles fortement irrégulières et très adhésives dans la végétation près du sol, mais aussi entre les branches ou sur les murs. L’araignée se tient sous sa toile, mais non en position renversée.
Avant Lehtinen 1967 et Cokendolpher, 2004, cette famille ne comprenait que des espèces cribellates, mais elle a été élargie et englobe aussi des espèces dépourvues de cribellum.

## Paléontologie
Cette famille est connue depuis le Crétacé.

## Liste des genres
Selon World Spider Catalog (version 26, 11/07/2025) :
- Adenodictyna Ono, 2008
- Ajmonia Caporiacco, 1934
- Anaxibia Thorell, 1898
- Arangina Lehtinen, 1967
- Archaeodictyna Caporiacco, 1928
- Arethyna Cala-Riquelme, 2025
- Argennina Gertsch & Mulaik, 1936
- Atelolathys Simon, 1892
- Banaidja Lehtinen, 1967
- Brigittea Lehtinen, 1967
- Califorenigma Cala-Riquelme, Gorneau & Esposito, 2025
- Callevophthalmus Simon, 1906
- Dictyna Sundevall, 1833
- Dictynomorpha Spassky, 1939
- Emblyna Chamberlin, 1948
- Eriena Cala-Riquelme, Crews & Esposito, 2025
- Helenactyna Benoit, 1977
- Khalotyna Cala-Riquelme, Alequín & Esposito, 2025
- Kharitonovia Esyunin, Zamani & Tuneva, 2017
- Mallos O. Pickard-Cambridge, 1902
- Marilynia Lehtinen, 1967
- Mashimo Lehtinen, 1967
- Mexitlia Lehtinen, 1967
- Myanmardictyna Wunderlich, 2017
- Nigma Lehtinen, 1967
- Nopalityna Cala-Riquelme & Esposito, 2025
- Pangunus Cala-Riquelme, 2025
- Paradictyna Forster, 1970
- Penangodyna Wunderlich, 1995
- Phantyna Chamberlin, 1948
- Purplecorna Cala-Riquelme & Esposito, 2025
- Qiyunia Song & Xu, 1989
- Rhion O. Pickard-Cambridge, 1871
- Shango Lehtinen, 1967
- Shikibutyna Cala-Riquelme, Gorneau & Esposito, 2025
- Simziella Cala-Riquelme & Alequín, 2025
- Spagnius Cala-Riquelme & Crews, 2025
- Sudesna Lehtinen, 1967
- Tahuantina Lehtinen, 1967
- Tandil Mello-Leitão, 1940
- Thallumetus Simon, 1893
- Tivyna Chamberlin, 1948
- Tolkienus Cala-Riquelme, Crews & Esposito, 2025
- Viridictyna Forster, 1970

Selon World Spider Catalog (version 23.5, 2023) :
- † Balticocryphoeca Wunderlich, 2004
- † Brommellina Wunderlich, 2004
- † Chelicirrum Wunderlich, 2004
- † Cryphoezaga Wunderlich, 2004
- † Eobrommella Wunderlich, 2004
- † Eocryphoecara Wunderlich, 2004
- † Eodictyna Wunderlich, 2004
- † Eolathys Petrunkevitch, 1950
- † Flagelldictyna Wunderlich, 2012
- † Gibbermastigusa Wunderlich, 2004
- † Hispaniolyna Wunderlich, 1988
- † Mizagalla Wunderlich, 2004
- † Palaeodictyna Wunderlich, 1988
- † Palaeolathys Wunderlich, 1986
- † Protomastigusa Wunderlich, 2004
- † Scopulyna Wunderlich, 2004
- † Succinya Wunderlich, 1988

## Systématique et taxinomie
Cette famille a été décrite par O. Pickard-Cambridge en 1871.
Les Argyronetidae et les Lathyidae en ont été exclu par Montana, Cala-Riquelme, Crews, Gorneau, Al-Jamal, Alequín, Spagna, Ballarin et Esposito en 2025.
Cette famille rassemble 338 espèces dans 44 genres actuels.

## Publication originale
- O. Pickard-Cambridge, 1871 : « Arachnida. » Zoological Record, vol. 7, p. 207-224 (texte intégral).